# 大野忠男 (経済学者)
大野 忠男（おおの ただお、1915年12月10日 - 1998年8月20日）は、日本の経済学者。大阪大学名誉教授。

## 経歴
1915年、岡山県児島郡灘崎町（現岡山市）生まれ。1938年、東京帝国大学法学部を卒業。商工省、岡山大学教授をへて、1971年より大阪大学経済学部教授。1973年、『シュムペーター体系研究』を大阪大学に提出して経済学博士号を取得。1979年に同大学を定年退官し、名誉教授となる。以降は、追手門学院大学教授、1984年より大阪学院大学教授を務めた。1990年退職。

## 受賞・栄典
- 1971年：『シュムペーター体系研究』で日経・経済図書文化賞受賞。

## 著書
- 『ス・フ織物規格と解説』繊維需給調整協議会、1939年。
- 『シュムペーター体系研究 資本主義の発展と崩壊』創文社、1971年。
- 『経済学史』岩波書店、1988年。
- 『自由・公正・市場 経済思想史論考』創文社、1994年。

### 翻訳
- J.M.ケインズ『人物評伝』熊谷尚夫共訳 岩波書店 1959
- 『ケインズ全集 第10巻 人物評伝』東洋経済新報社 1980
- ヴァルター・オイケン『経済政策原理』勁草書房 1967
- シュムペーター『資本主義と社会主義』創文社 1973
- サミュエル・ホランダー『アダム・スミスの経済学』岡田純一、加藤一夫、斎藤謹造、杉山忠平共訳 東洋経済新報社 1976
- シュムペーター『今日における社会主義の可能性』創文社 1977
- シュムペーター『理論経済学の本質と主要内容』安井琢磨,木村健康共訳 岩波文庫　1983-84

## 論文
- <大野忠男